# Walter Helbig (Maler)
Walter Helbig (geboren 9. April 1878 in Falkenstein/Vogtl., Sachsen; gestorben 26. März 1968 in Ascona) war ein deutscher und schweizerischer Maler, Graphiker und Holzschneider.

## Leben
Walter Helbig zog mit seinem Vater, der Jurist und Bürgermeister in Falkenstein war, 1885 nach Dresden und besuchte die Realschule. 1895 nahm er das Studium an der Königlichen Akademie der Bildenden Künste auf, u. a. bei Carl Bantzer und Otto Gussmann, und freundete sich mit dem Studienkollegen Otto Mueller an. Mit einer Italienreise von 1897 bis 1899 unterbrach er das Studium und traf dort auf Arnold Böcklin, Adolf von Hildebrand und den Marées-Schülerkreis. Nach seiner Rückkehr arbeitete er für Gussmann in Dresden bei Kirchenausmalungen, so auch vermutlich in der Lukaskirche. Zwischen 1903 und 1905 wohnte er mit Mueller in Dresden-Rockau, ihre gemeinsam betriebene Kunstschule wurde kein Erfolg. 1909 heiratete er die Pianistin und Sängerin Elisabeth Goetze, die er in Hamburg kennengelernt hatte, wo er sich von 1905 bis 1910 als freier Maler aufhielt. 1909 machte er durch Vermittlung von Otto Mueller Bekanntschaft mit Malern der Künstlergruppe „Brücke“. Helbig beteiligte sich 1910 an der Gründung und der ersten Ausstellung der Berliner „Neuen Secession“. 1909 war er nach einem ersten Schweizaufenthalt in München mit den Malern der Neuen Künstlervereinigung München zusammengekommen und stellte 1911, im Gründungsjahr der Künstlergruppe „Der Blaue Reiter“, in der Kunsthandlung von Hans Goltz aus.
1910 übersiedelte er in die Schweiz, wo er in Weggis mit Hans Arp und Oscar Lüthy Mitbegründer und Geschäftsleiter des „Modernen Bundes“ wurde, dem u. a. Cuno Amiet, Giovanni Giacometti und
Hermann Huber angehörten. Helbig beteiligte sich an der ersten Ausstellung des „Modernen Bundes“ 1911 in Luzern und an der zweiten, größeren, im Kunsthaus Zürich, an der auch Künstler des „Blauen Reiters“ und Franzosen wie Henri Matisse, Robert Delaunay und Henri Le Fauconnier teilnahmen. Er war auch 1912 zur zweiten Ausstellung der „Redaktion der Blaue Reiter“ bei Goltz eingeladen, in dessen Galerie der „Moderne Bund“ dann 1913 gastierte. Goltz hatte unter den fünf Bildern, die er zur Armory Show 1913 nach New York City schickte, auch ein Liegendes Mädchen von Helbig. In Berlin zeigte Herwarth Walden im April 1913 die Künstler des „Modernen Bundes“ und später im Jahr im Ersten Deutschen Herbstsalon drei Ölbilder Helbigs: Badende Mädchen; Landschaft und den auch im Katalog abgebildeten Mädchenkopf. In der von Frank Rutter kuratierten Ausstellung Post-Impressionist and Futurist Exhibition in den Doré Galleries, London war Helbig unter den mit dem Holzschnitt Adam und Eva vertreten. Mit Arp und Lüthy reiste Helbig 1913 auch nach Paris.
1914 nahmen einige Maler des nunmehr aufgelösten „Modernen Bundes“, unter ihnen Helbig, an der ersten Dada-Ausstellung in der Galerie Coray in Zürich teil. Helbig war auch in der dritten Dada-Ausstellung vertreten und lieferte Beiträge für das Magazin Der Zeltweg, beteiligte sich allerdings nicht an den eigentlichen Aktivitäten der Dadaisten. 1919 gehörte er in Zürich zu den Unterzeichnern des politischen „Manifestes radikaler Künstler“ und schloss sich der Berliner „Novembergruppe“ an, deren Versammlungen er in den Folgejahren sporadisch besuchte.
Helbig wohnte von 1916 bis 1924 in Zürich und wurde 1916 Mitglied der GSMBA (Gesellschaft schweizerischer Maler, Bildhauer und Architekten), an deren Ausstellungen er sich regelmäßig beteiligte. Sein künstlerisches Schaffen nahm seit dem Ersten Weltkrieg eine Wende hin zu religiösen und mythischen Themen. 1924 zog Helbig wie viele andere Künstler wegen der niedrigen Lebenshaltungskosten nach Ascona und gründete die Künstlervereinigung Der Große Bär. Sie setzte sich, analog zum gleichnamigen Himmelsgestirn, aus sieben Künstlern zusammen: Helbig, Ernst Frick, Albert Kohler, Gordon Mallet McCouch, Otto Niemeyer-Holstein, Otto van Rees und als die treibende Kraft Marianne von Werefkin, später noch Richard Seewald. Auch diese Gruppe blieb wie der „Moderne Bund“ ohne Statuten und war pragmatisch auf die Durchführung einer Jahresausstellung (1924 bis 1940) ausgerichtet. Helbig malte in dieser Zeit Landschaften, Stillleben und Porträts. Er hatte bis zur Machtübergabe an die Nationalsozialisten ein Mietatelier in Berlin und porträtierte 1933 die Schauspielerin Tilla Durieux. Er hielt sich auch in Paris auf, wo er 1931/1932 an Ausstellungen der „Gruppe 1940“, die von Max Ernst, Hans Stocker, den Arps und den Delaunays getragen wurde, beteiligt war, wodurch er sich für eine Phase mit geometrischen und amorphen Formen beschäftigte, dann aber seine harmonisch-verklärende Malweise weiterführte.
1933 wurden unter anderem aus dem Essener Folkwang-Museum, der Kunsthalle Mannheim und dem Erfurter Museum Werke Helbigs als „Entartete Kunst“ entfernt, zudem gingen 35 Bilder und eine Mappe mit Aquarellen und Zeichnungen 1943 in Berlin bei einem Brand der Depoträume der Galerie von der Heyde verloren. Helbig wurde 1938 in Ascona eingebürgert.
Helbig hatte 1948 in Zürich seine erste große Einzelausstellung und wurde 1952 Mitglied im Deutschen Künstlerbund. Er nahm auch nach dem Zweiten Weltkrieg die aktuellen Kunstströmungen auf, malte im abstrakten Expressionismus und experimentierte schließlich in den 1960er Jahren mit der art informel. Seine Kraft lag in seiner „nie erlahmenden Wandlungsfähigkeit“, so Rolf Wedewer im Jahr 1959. Im hohen Alter stellte er an die Gegenwartskunst die Erwartung, „von der Loslösung vom Gegenständlichen zu einer neuen Gegenständlichkeit zu gelangen“.